# Новая армия
Новая армия (新軍) — модернизированный армейский корпус, сформированный при династии Цин в декабре 1895 года после её поражения в Первой китайско-японской войне. Она задумывалось как ополчение, полностью обученное и оснащённое по западным стандартам. В 1903 году императорским указом она была расширена до 36 дивизий по 12 500 человек каждая, или всего до 450 000 человек. Оно было известно как Бэйянская армия находилась под командованием Юань Шикая.

## 1895—1897 годы
Это предшественник усилий по модернизации китайской армии, созданной до окончания китайско-японской войны: в феврале 1895 года цинский двор собрал свою Динъу или Армию умиротворения (定武軍), состоящую из 10 батальонов, или ин (営), всего 4750 человек. Первоначально это было организовано Ху Юфэнем (840—1906) при помощи немецкого советника Константина фон Ханнекена, однако после одного года обучения эти силы были признаны недостаточно подготовленными в соответствии с западными стандартами.
Командование этой армией умиротворения было передано Юань Шикаю к середине декабря 1895 года и через несколько месяцев она была переименована в Новосозданную армию (新建陸軍) и увеличена до 7000 человек. Вновь созданная армия Юаня позже стала Правой дивизией гвардейской армии (Увэй Юцзюнь).
Ежемесячные расходы бригады составляли 70 000 таэлей (840 000 таэлей в год).
Вновь созданная армия (или просто Новая армия) численностью 7000 человек стала тогда самой грозной из трёх групп армий, дислоцированных недалеко от Пекина, и доказала свою эффективность при подавлении Боксёрского восстания в провинции Шаньдун. Юань Шикай отказался подчиниться приказу Императорского двора прекратить подавление восстания боксёров, когда Альянс восьми держав вторгся в Китай во время восстания, и отказался подчиняться приказам сражаться с альянсом.
В последующие годы Новая армия постепенно расширялась и модернизировалась. Юань Шикай стал всё более неуважительно относиться к Цинской династии и был верен только той партии, от которой он получал выгоду; его переход на сторону Цыси против императора Гуансюя стал серьёзным ударом по реформе Ста дней. После 1900 года войска Юаня Шикая были единственным ополчением, на которое двор Цин мог положиться в условиях революционных восстаний по всему Китаю.
После поражения Ли Хунчжана во время Первой китайско-японской войны маньчжур Жунлу был назначен главнокомандующим войсками в Чжили, а в конечном итоге вице-королём Чжили в 1898 году он также был военным министром большую часть этого периода.

### Общая реформа
Во время и после поражений Цин в Первой китайско-японской войне многие официальные лица выступали за реформу вооружённых сил. Ху Юфэнь, прогрессивный чиновник, выступал за подготовку и формирование совершенно новой армии: 50 000 человек в районе Бэйян, 30 000 в регионе Наньян, по 20 000 в Гуандуне и Хубэе, а в других провинциях — по 10 000 в каждой. Всего 250 000 войск (Маньчжурия ещё не была разделена на провинции).
Константин фон Ханнекен, немецкий советник армии Цин, предложил собрать 100 000 человек. Эта рекомендация была поддержана Дубан Цзюньву чу, или Военным советом, собранным во время войны. Затем он увековечил память Великого совета, призывающего к реформе, в то время как маньчжуры совета поддержали реформу, которые ханьские члены не поддержали.
В ответ на предложение фон Ханнекена Шэн Сюаньхуай предложил, что, поскольку расходы Зелёного знамени и Юн Ин составляют более 20 миллионов таэлей каждый год, было бы лучше расформировать эти силы численностью около 800 000 человек и заменить их 300 000 войсками западного типа, собранными по местным условиям сродни идее Ху Юйфэня. Однако Цзунли Ямэн возразил, что расформирование такой большой армии будет чрезвычайно трудным, и высказался за более постепенную программу реформ с распространением модернизации на существующие силы.
Трон одобрил создание двух бригад по немецкому образцу, но в отличие от предыдущих реформ это была не просто копия учений и вооружения, а следовала образцам немецкой организации, а также немецкой подготовке и тактике, в дополнение к учению и вооружению. Это были армия Чжан Чжидуна и вновь созданная армия Юань Шикая.

### Восемь знамён
Важно отметить, что, несмотря на распространённую критику старого и неэффективного Зелёного знамени и Юн Ина, не было немедленных предложений по реформированию восьми знамён со стороны ханьских чиновников, маньчжуры всё ещё внимательно охраняли восемь знамён.
В конце 1895 года Иньчану было приказано выбрать и проинструктировать маньчжурских офицеров в Тяньцзиньской военной академии в ожидании того, что они примут командование.

### Военное образование
Чжан Чжидун заявил в 1896 году на мемориале императорскому двору, что причиной военного превосходства Германии было всеобщее образование её офицерского корпуса, и попросил открыть военную академию и железнодорожную школу в Нанкине, это было одобрено, и Чжан организовал обучение. 150 китайских кадетов под руководством немецких инструкторов проходили трёхлетний курс, включающий технику, стратегию, тактику пехоты, артиллерийскую инженерию, а также крепостную и полевую артиллерию, геодезию и картографию. В железнодорожной школе обучалось 90 учеников. Чжан уже обладал соответствующим опытом обучения офицеров через академии, введя аналогичную программу обучения офицеров в Лянгуане во время Движения самоусиления. Нанкинская военная академия стоила 40 000 таэлей в год, не считая примыкающей к ней железнодорожной школы.

### Вновь созданная армия и Юань Шикай
Юань Шикай был назначен командиром бригады в декабре 1895 года и сразу же начал реформирование подразделения. Пехота была разделена на 2 полка по 2-3 батальона в каждом, артиллерия — на 2 полка по 2-3 батальона, тяжёлым и резервным компонентом, кавалерия — на 4 отряда и инженерные войска — на 6 групп в зависимости от поставленных задач. Верхний предел численности в 7000 человек был быстро достигнут подразделением. Была открыта школа немецкого языка, и 3 иностранных офицера инструктировали кавалерию, артиллерию и пехоту. Высшая организация и штабные компоненты подразделения также были вестернизированы, как и поддержание телеграфной связи и введение ночных боёв, чего ранее избегали китайские армии. Для борьбы с коррупцией Юань Шикай ввёл новую систему, при которой офицеры лично передавали свои средства солдатам под своим командованием из собственного штаба Юаня под его личным контролем. Юань, как и Чжан, был одним из немногих китайских чиновников, которые не только хорошо платили своим солдатам, но и платили им вовремя.

### Темпы реформ
Некомпетентность офицеров и технические недостатки вооружённых сил регулярно подвергались нападкам со стороны имперских цензоров, и цинский трон приказал Военному совету обсудить вопрос модернизации офицерского корпуса, что не было исправлено до тех пор, пока несколько лет спустя не были отменены военные экзамены.
Темп реформ и их масштабы были разбавлены и замедлены коррупцией, фаворитизмом и общей халатностью бюрократии, и цинский трон часто издавал указы и требовал от бюрократов увольнять старых, некомпетентных и слабых и сообщать о них Совету наказаний, но бюрократы редко делали это вместо того, чтобы прикрывать друг друга, особенно на более высоких уровнях, это не создавало благоприятной среды для реформ.
В период с 1897 года до Боксёрского восстания было произведено лишь незначительное увеличение численности модернизированных войск, в то время как поддержка реформы была почти всеобщей, даже среди тартар-генералов, фактический масштаб реформ был минимальным. Тартар-генерал генерал Хэйлунцзяна даже хвалил способность своих войск сражаться с бандитами и отсутствие у них реформ, одновременно признавая, что они будут бесполезны в настоящем бою. Копья и луки всё ещё были обычным явлением, и генерал Хэйлунцзяна жаловался, что снаряжать все свои силы винтовками слишком дорого, и вместо этого попросил разрешения сделать джингалы с заряжанием с казённой части оружием аналогичной стоимости.

### Другие армии
Генерал Не Шичэн взял 30 батальонов Юн Ин и организовал из них 15-тысячную армию на основе немецких организационных моделей и основал военную школу, где 2 немца преподавали язык и технические предметы. Однако армия Не, хотя и была лучше, чем другие китайские армии, не приблизилась к этому Юаня или Чжана.

### Финансы
По оценкам, доходы центрального правительства варьируются от 87 979 000 таэлей до 92 285 000 таэлей, причём примерно половина этой суммы (45 миллионов таэлей) идёт на военные нужды, включая все формы расходов на военно-морские и сухопутные нужды. Стоимость флота и крепостей местных армий оценивалась в 27 000 000 таэлей, из них 10 000 000 для флотов Бэйян и Наньян и 8 000 000 для фортов и их орудий. Военное управление и Налоговое управление совместно сообщили, что стоимость ополчения, Армии обороны, дисциплинированных сил и войск нового образца составляет более 20 000 000 таэлей. Единственными точными цифрами являются расходы на арсеналы в размере 3 385 000 таэлей, зелёный стандарт, включая Сообщается, что дисциплинированные силы (модернизированные войска зелёного знамени) обходились в 10 000 000 таэлей в год, а знаменосцы — в 4 000 000 таэлей и 1 000 000 пикулей риса (60 000 000 кг).

## 1898—1900

### Реформа 100 дней
Реформа «100 дней», инициированная императором Гуансюем, также затронула военное дело, поскольку император желал всеобъемлющей реформы государства. Трон жаловался на отсутствие реформ, проводимых в провинциях, особенно на продолжающуюся коррупцию и раздувание армии, вызванное мягкими списками и неспособностью расформировать Армию Зелёного знамени. В том же указе цинский трон призвал к созданию новых местных ополчений и добровольческих отрядов для и для замены «Зелёного знамени» это был тот же подход, который 30 лет назад использовал Цзэн Гофань, и хотя это могло привести к временному усилению военной мощи, оно неизбежно скатилось бы обратно к коррупции и застою, как это произошло с Юн Ином. Тем не менее, по рекомендации Ху Юйфэня цинский трон издал указ об отмене военного экзамена, от которого было решено отказаться к 1900 году. Однако когда опытный и более политически способный принц Гун скончался, темпы реформ ускорились ещё больше. Вэн Тунхэ, бывший наставник императора и консерватор (последний такой советник императора), был уволен, оставив Большой совет полностью в руках реформаторов, однако император оставил Жунлу консерватором в качестве вице-короля Чжили, ошибка, о которой он сожалел и его должность в Военном совете была отдана консерватору Кан-и. Император даже обсуждал возможность приказать знаменосцам, истощавшим государственную казну, перейти на другую профессию, а не жить только на выдаваемое им государственное пособие. Трон также приказал провинциям распустить бесполезных солдат, и провинции выразили свою оппозицию, некоторые выступили против сокращения ополчения и войск Зелёного знамени или заявили, что они сократили свои вооружённые силы до такой степени, что любое дальнейшее сокращение будет представлять собой опасность. В конце концов, за короткий период реформ император Гуансюй провёл небольшую военную реформу.
Предложение о всеобщей военной подготовке было предложено и одобрено императором, что является большим отходом от традиционной организации вооружённых сил, когда все мужчины в данном регионе проходят военную подготовку, а затем действуют в качестве национальных резервных сил для вооружённых сил. Это предложение было принято с наибольшим энтузиазмом в Юго-Восточном Китае, особенно в Гуанси и Гуандуне, где сила реформаторов была наиболее очевидной. Однако трон по-прежнему не взял на себя инициативу даже в этой программе реформ, вместо этого делегировав её вице-королям и губернаторам, которые в предыдущие десятилетия не смогли ей выполнить, поэтому вполне вероятно, что и эта программа закончится провалом. Император также издал указ о введении современной строевой подготовки, и они должны были обладать истинной дисциплиной и современным оружием, а от традиционного оружия следовало отказаться. Император взял вдовствующую императрицу Цыси для проверки новых армейских частей, но это не предотвратило переворот против императора.

### Реформы Цыси
Цыси после переворота начала улучшать свой контроль над армией, а именно, сохраняя децентрализованное командование вооружёнными силами, чтобы лишить какого-либо чиновника слишком большой военной мощи, одновременно увеличивая силы под её командованием и те, которые находятся под контролем маньчжуров, она продолжила внедрение западных методов обучения и импорт оружия, но необходимые вспомогательные услуги для современной армии оставались без внимания. Цыси продолжила и переиздала указы о расформировании старых частей, однако они продолжали существовать наряду с новыми современными частями западного образца, что привело к большим затратам, которые препятствовали дальнейшим реформам, поскольку финансы государства не могли одновременно поддерживать большую современную армию. и очень большая немодернизированная армия. Цыси, однако, сохранила лояльность войск, чего императору Гуансюю не удалось достичь, поскольку она щедро дала войскам Юань Дуна и Не Шичэну деньги за их поддержку против императора Гуансюя и его реформаторов.
Жунлу, маньчжур, получил беспрецедентную военную власть, будучи одновременно назначенным Великим советником, контролёром военного совета, имперским комиссаром над силами Сун Цин, Юань Шикая, Не Сычэна и Дун Фусяна, тем самым централизовав все силы вокруг столицы под своим контролем. лояльный маньчжурский чиновник. Ему должен был оказывать помощь командующий войсками в районе Бэйян (район вокруг Бохайского залива), новый маньчжурский наместник. Цыси не распространил такую централизацию на другие провинции, но продолжил программу всеобщей воинской повинности, предписывая чиновникам поощрять такие организации, нанимать бывших бандитов и преступников и давать им законную карьеру в армии, что не способствует созданию эффективной армии, но дешевле, чем борьба с бандитами. Цыси восстановила военный экзамен на пути к отмене по приказу Гуансюя, добавив категорию по огнестрельному оружию в дополнение к стрельбе из лука и фехтованию. Она также отклонила просьбу об отмене технических предметов в провинциальных колледжах и современных школах.
Кан-и, председатель военного совета, был отправлен в инспекционную поездку в 1899 году для улучшения обороны Лянгуана и сбора денег в финансовом аспекте. Ему удалось получить в иностранной прессе прозвище «императорский вымогатель».

### Корпус Увэй
Жунлу предложил трону сформировать корпус Увэй из 4 дивизий (позже расширен до 5 с добавлением дополнительной дивизии Центра). Трон согласился, и корпус был сформирован из 5 дивизий (Центр, Передовая, Левая, Правая и Тыловая). Дивизию «Центр» возглавил сам Жунлу. Во главе дивизии «Фронт» находился Не Шичэн. Она была обучена немцами и русскими, вооружена винтовками Маузера, артиллерией и пулемётами Максим, но плохо дисциплинирована. Левая дивизия под командованием Сун Цина имела такое вооружение, что и передовая дивизия. Тыловая дивизия под руководством Дун Фусяна была плохо оснащена и вооружена. Во главе правой дивизии был поставлен Юань Шикай. Из пяти дивизий дивизия Юань Шикая считалась лучшей. Цыси также приказал обучить 12 000 солдат Аньхойской армии и 19 000 дисциплинированных солдат армии, а также ещё 31 000 человек.
Пять дивизий должны были иметь 8 ин (батальонов), 5 пехотных и по 1 кавалерийскому, артиллерийскому и инженерному батальону. Каждая дивизия также должна была иметь приданный учебный батальон, причём каждый батальон имел 4 роты по 250 человек (в соединениях старого образца их Ин составляла 500 номинально, на практике около 300) снова цели не были достигнуты, и только центристское и правое подразделения фактически соответствовали новой организации. Жунлу также получил большие суммы средств (около 400 000 таэлей) от Хубу для своего отряда в 10 000 человек (на бумаге), одновременно армия Знамени численностью не менее 200 000, а потенциально и до 350 000, имела менее 5 миллионов таэлей, и многие офицеры были переведены со всей империи. в эту армию по просьбе Жунлу.

### Импорт оружия (1895—1900)
Правительство Цин осознало слабость отечественной военной промышленности и стремилось к иностранному импорту, чтобы преодолеть этот разрыв. В 1899 году Императорская армия заказала 460 000 винтовок Маузера и 3 000 000 патронов, а к 1900 году Цин импортировала около 207 пулемётов, 71 крепостное орудие и 123 полевых орудия, а также было заказано ещё 200 горных орудий Круппа.

## 1901—1903

### Командование и образование
Чжан и Лю должны были создать национальное регулирование военного образования. В 1902 году даже знаменосцы были обязаны посещать военные училища, хотя императорских гвардейцев всё ещё проверяли на умение обращаться с луком.

### Организационная реформа
Трон также приказал ещё раз демобилизовать войска Зелёное знамя и ополчение, превратив его в более эффективную силу, уволив ненужных. Остальные силы затем должны были быть организованы в постоянную армию (Чанбэй июнь), первый резерв (Сюбэй июнь) и жандармерию (Сюньцзин июнь). Части постоянной армии должны были постепенно распространяться по всей империи, а затем, чтобы позже сформировать новую армию (Луджун), резервы служили убежищем для частей старого образца, позволяя им продолжать существовать, несмотря на неоднократные приказы о их расформировании. В 1902 году Трон ещё раз проинформировал провинции об их намерении демобилизовать большую часть Зелёного знамени и о том, что земля, ранее отведённая для содержания солдат в качестве замены заработной платы, перейдёт обратно к трону.
Растущая бесполезность знаменосцев побудила трон к действию, поскольку военная мощь всё больше становилась ханьской. Трон стремился сбалансировать это. Юань Шикаю было приказано обучить 3000 знаменосцев, а позже планировалось обучить ещё 3000. Ходили слухи, что Жунлу также начал обучение 30 000 знаменосцев в 1901 году, но его смерть положила конец этому ещё до того, как оно началось.

### Бэйянская армия
Юань Шикаю как командующему армией было приказано сформировать 2 дивизии, одна из которых должна была быть маньчжурской. Вместо этого Юань обучил одну маньчжурскую дивизию и подготовил корпус из 4 дивизий, 3 из которых были ханьскими китайцами. Две первоначальные дивизии должны были сформировать корпус численностью 19 120 человек, организованный в 42 батальона с общей годовой стоимостью 2 387 600 таэлей, не считая вооружения. Юань Шикай нанял японских инструкторов и консультантов и основал множество школ, предлагающих разнообразные курсы, такие как топография и баллистика, а также отправляющих курсантов на обучение в Японию.

### Хубэйская армия
Чжан организовал телохранителей из 7750 современных обученных мужчин, организованных в 1 бригаду из 11 батальонов по 8 пехотных и по одному кавалерийскому, артиллерийскому и инженерному батальону, однако капитан Гадоффр сообщил, что было 14 750 человек, прошедших обучение за границей, в то время как Чжан сообщил о 9500 на трон. В Хубэе находилось 15 700 современных обученных солдат, в том числе 7000 знаменосцев и 42 000 солдат, которых называли «вооружёнными кули». Чжан также стандартизировал вооружение своих войск, используя Ханьянский арсенал и оружие, импортированное из Германии. Гаддофр также сообщил, что современные подразделения хорошо тренировались и действовали на плацу, но в длительных учениях и манёврах контроль над подразделениями нарушался, артиллерия в целом использовалась недостаточно, а меткая стрельба была посредственной.

### Другие провинциальные реформы
Лю Куньи в качестве наместника Лянцзяна контролировал жизненно важный регион нижней части Янцзы и начал организовывать новые вооружённые силы. Лю использовал Армию обороны (юн ин) для организации двух постоянных армейских частей, остальные 40 батальонов должны были быть реорганизованы в первоклассные резервы. Однако Лю сохранил в своей охране старую организацию, его войска были плохо обучены и плохо оснащены, а обученные офицеры не были допущены в строй. Лю также организовал военные школы, аналогичные учебным Чжан Чжидуна, но для обучения своих людей использовал китайских выпускников этих школ, а не непосредственно иностранцев, и всем офицерам в звании подполковника было приказано посещать лекции по военной науке.
В других провинциях модернизация ограничивалась немецким гусиным шагом и выдачей солдатам магазинных винтовок, хотя люди были организованы в постоянную армию и первоклассные резервы по всей империи, но не повсеместно, и даже это изменение часто было лишь одним по названию, и новой организации не следовали.

## 1904—1907
Предыдущие реформы были сочтены недостаточными, и перед лицом русско-японской войны цинский трон действовал гораздо решительнее и сформировал Комиссию по реорганизации армии, пренебрегая тем фактом, что, хотя реформа была призвана, мало что было достигнуто и стало необходимым для трона для централизации реформ и проведения их централизованно. Принц Цин был назначен директором, а Юань Шикай и Телян — помощниками директора .

## Организация

### Луджун
Дивизия Чанбэй Цзюнь должна была состоять из 2 пехотных бригад, кавалерийского и артиллерийского полка, инженерно-транспортного батальона и оркестра. Каждая бригада должна была иметь 2 полка, которые в свою очередь состояли из 3 батальонов, по 4 роты в батальоне и по 3 взвода в роте, а численность ниже взвода варьировалась. Смешанная бригада имела в своём составе 2 пехотных полка, артиллерийский и кавалерийский батальон, инженерно-транспортную роту. Пехотная дивизия должна была иметь (без учёта офицеров) 12 500 человек, бригада 3024 человека, полк 1512 человек, батальоны 504 человека, роты 168 человек и взводы 42 человека. Кавалерийский полк должен был иметь 864 человека (включая офицеров). Артиллерийский полк должен был иметь 3 дивизиона по 3 батареи в каждом, по 141 человек (включая офицеров) и 6 орудий. Всего было 54 орудия и 1269 человек.
Для дивизии приведена альтернативная структура организации:
В состав дивизии входят 2 пехотные бригады по 2 полка и по 3 батальона в каждой. Один артиллерийский полк с 54 орудиями и 18 пулемётами, один кавалерийский полк из 12 эскадрилий, 1 инженерный батальон из 4 рот, один батальон тылового обеспечения из 4 рот, 51 музыкант и неустановленное количество жандармерии. Численность 12 512 человек в мирное время и 21 000 в военное время.
В пехотном батальоне в мирное время насчитывается 659 человек, в мобилизованном — 1240 человек, в роту — 154 человека в мирное время и 299 человек в военное время. Кавалерийский эскадрон — 81 человек. Артиллерийский полк — 1136 человек, инженерный батальон 667 человек в мирное время и 1250 человек по мобилизации, рота тыла 748 человек в мирное время по мобилизации 1640 человек.
Таким образом, полностью мобилизованная дивизия будет включать 14 880 стрелков, 54 орудия и 18 пулемётов, а также 1136 артиллеристов, 1250 инженеров, 1640 человек материально-технического персонала, 972 кавалериста и 51 музыканта, что даёт общую численность личного состава 19 927 человек, остаток, вероятно, будет составлять офицеры дивизионного звена и приданный жандарм.
Дивизия Сюбэй Цзюнь должна была содержать ту же организацию, но её полки имели 2 батальона, а не 3, что давало общую численность 9840 человек. Хоубэй Цзюнь выставила на вооружение только бригаду из 4 батальонов общей численностью 2016 человек, причисляемую к её головной дивизии.

### Сюньфандуй
Войска резерва состояли из бывших войск «Луин» (войска «Зелёного знамени») и «Брейвс» («юн ин»). В 1907 году они были переименованы в резервные войска. Войска резерва должны были служить военизированной полицией в мирное время и вспомогательными войсками для линейных войск в мирное время. времена войны. Каждой провинции не разрешалось содержать более 50 батальонов пехоты или кавалерии. Пехотный батальон состоял из 301 человека, кавалерийский батальон — из 189 человек и 135 лошадей. Таким образом, если бы провинция выставила исключительно пехотные батальоны, она выставила бы 15 050 (331 100 по стране) или только 9450 кавалерийских (207 900).

### Жандармерия
Они функционировали как военная полиция империи. В 1908 году был организован один батальон в составе 299 человек и 82 лошадей.

### Предложение сэра Роберта Харта
Роберт Харт, генеральный инспектор Имперской морской таможенной службы, рассуждал, что слабость Цин, позволяющая России и Японии вести войну в Маньчжурии, была вызвана финансовой слабостью, поэтому он предложил единый земельный налог по низкой ставке, который принёс бы династии 400 000 000 таэлей. находиться под контролем центрального правительства. Эти деньги сначала будут использованы для формирования 4 армий по 50 000 человек каждая, каждая из которых будет поддерживаться резервами первого и второго класса. Тогда можно было бы получить 3 современные эскадры боевых кораблей и организовать создание 4 современных арсеналов для производства техники и 4 военных училищ для подготовки офицеров. Военные будут стоить 90 000 000 таэлей, а 160 000 000 таэлей будут потрачены на обеспечение хорошей зарплаты, чтобы уменьшить необходимость чиновников полагаться на коррупцию, чтобы поддержать себя. Предложение было отклонено из-за оппозиции провинции, хотя оно не было революционным, поскольку предыдущие подобные предложения были сделаны самим Троном и чиновниками, но не были реализованы.

### Отчёт комиссии императорской армии
В докладе содержится призыв к внедрению армейской системы западного и японского типа в Китае и поддержанию среднего пути между чрезмерными и недостаточными расходами соответственно. Общей целью была стандартизация и модернизация всех областей армии, от организации и оплаты до обучения и оснащения. Базовая система провинциально управляемых армий, которые могли быть мобилизованы в военное время, сохранялась, но с новыми формированиями и поддерживалась централизованной системой материально-технического снабжения, таким образом, подготовка кадров и финансы новых войск проводились провинциями, но общее командование было передано на более высокий уровень. эшелоны власти. Комиссия подробно описала различные слабости вооружённых сил и способы их устранения, за исключением восьми знамён. Каждой губернии было приказано собрать провинциальный штаб и бригаду новых армейских войск.
Рекомендации комиссии:
- Офицерский корпус со специализированным образованием для штабных и линейных офицеров, в котором офицерам, прошедшим академическую подготовку, будет отдан приоритет с более высокой оплатой, чтобы покрыть их фактическую стоимость жизни и пресечь их коррупцию.
- Более жёсткая система проверок
- Выпуск подробного свода правил, подробно описывающего ответственность офицеров и их обязанности, а также для эффективного управления подразделениями, использование инструкторов по строевой подготовке должно было быть постепенно прекращено, когда будут доступны офицеры академии.
- Строгие стандарты набора персонала, требующие, чтобы 20 % были грамотными, чтобы потенциально стать сержантами. Должны были быть набраны только солдаты в возрасте 20-25 лет с ростом 5 футов 6,5 дюймов в Северном Китае и 5 футов 4 дюймов в Южном Китае, способные поднять 133 фунта при хорошем здоровье и не пристрастившиеся к опиуму.
- Пенсионная система в случае смерти или инвалидности и для бывших военнослужащих, поощрение боевого духа.
- Реализация адекватного логистического и медицинского обслуживания от скорой помощи до военных госпиталей и логистической цепочки, способной действовать от внутренних складов вплоть до боевых частей.
- Также была подчёркнута стандартизация техники: на вооружение армии должно было пойти самое современное, но простое и прочное оружие. * Униформа была стандартизирована: чёрный цвет зимой и хаки летом. Хотя цель комиссии по стандартизации через 5 лет была слишком оптимистичной.
- Армия (Лу-Цзюнь) должна была быть разделена на 3 категории. Постоянная армия (Чанбэй июнь), резервы 1-го класса (Сюбэй июнь) и резервы 2-го класса (Хубэй цзюнь). Служба в Чанбэй цзюне должна была длиться 3 года с ежемесячной оплатой в размере 4,2 таэля, в Сюбэй июнь имел срок службы 3 года со строевой подготовкой в установленное время с оплатой 1 таэль в месяц, когда он не активно служил, а в Хоубэй июнь имел срок службы 4 года с меньшим сроком обучения с ежемесячным окладом в полтаэля, за исключением случаев действительной службы.
- Организация должна была представлять собой дивизию численностью 12 512 человек (748 офицеров, 10 436 унтер-офицеров и рядовых и 1328 вспомогательных). Корпус должен был иметь 1595 офицеров и 23760 рядовых, при этом корпусу было выделено 4469 лошадей и 108 артиллерийских орудий.
- Стандартизированное наименование Дацзюнь для армии, Цзюнь для корпуса, Чжэнь для дивизии, Бяо для полка, Инь для батальона (или кавалерийского эскадрона), Дуй для роты, отряда или батареи и Пай для взвода.
- По оценкам комиссии, одна дивизия будет стоить 1 300 000 таэлей, а корпус — 2 778 222,76 таэлей, не считая вооружения, техники и казарм.
- К 1922 году предполагалось сформировать 36 дивизий общей численностью около 450 000 и стоимостью 48 000 000 таэлей. Позже это было изменено на 1913 год.

### Военные училища
Комиссия и трон, в свою очередь, признали тот факт, что этой новой армии потребуется обученный и образованный офицерский корпус, чтобы быть полезной и эффективной. Поэтому они совместно распорядились создать в ЕА начальные военные училища, 4 промежуточные школы, офицерскую школу и училище Генерального штаба. Вслед за этим были планы по созданию технических и специализированных школ. Однако сержантские офицеры также были нацелены на обучение: были созданы школы сержантов и сформированы учебные батальоны, специально предназначенные для обучения сержантов. Чтобы старшие офицеры не сдерживали младших офицеров и не поддерживали старую военную мысль, старшие офицеры также должны были пройти современную военную подготовку в столицах провинций.
Процесс создания офицера начался в возрасте 15 лет с зачисления в начальные / неполные начальные школы в каждой провинции, знаменосцы и столица размещали одну из этих школ, в каждой из которых обучались от 90 до 300 учеников, а затем записывались курсантами на 3 года в базовое военное училище для получения общих знаний и изучения основ военных наук, затем в течение 2 лет они посещали промежуточную школу (в Цзянсу, Шэньси, Хубэй и Чжили), которая включала гражданскую и военную учебную программу. Затем курсанты будут обязаны прослужить 4 месяца в рядах, затем провести 18 месяцев в офицерской школе в Баодине, в которой всего обучается 1140 офицеров, затем ещё 6 месяцев в рядах, а затем получить комиссию при условии, что они закончат курс. Если нынешние офицеры прослужат 2 года исключительной службы, они затем в течение 2 лет пройдут курс Колледжа Генерального штаба, в котором всего обучается 40 человек, и станут офицерами корпуса Генерального штаба. Эта модель военного образования была аналогична той, которая использовалась в современной Японии, и в течение десятилетия должна была постоянно выпускать образованных компетентных офицеров.

### Военная школа для князей и дворян
Это военное училище предлагало 5-летнюю офицерскую подготовку (сокращено до 3) для 120 студентов. Присутствовать разрешалось только некоторым привилегированным лицам, в том числе сыновьям дворян, членам клана выше 4-го ранга, столичным и провинциальным маньчжурам, а также китайским военным и гражданским чиновникам 2-го ранга и выше в возрасте от 18 до 25 лет. Те, кто сдал экзамен с высшим званием, сразу же получили звание лейтенанта.

## Реализация реформы

### Чжили
Перечисленные выше реформы представляли собой теоретическую основу, а реализация реформ на практике сильно отличалась. В 1904—1905 годах Юань Шикай попытался собрать 10 000 человек, примерно на одну дивизию, но был заблокирован налоговой комиссией, поскольку требуемая цифра в 3 000 000 таэлей была сочтена слишком тяжёлым бременем. Однако согласно плану Юань Шикай начал подготовку большого количества офицеров в своих военных училищах. В связи с русско-японской войной Юань Шикай консолидировал разрозненные силы в Чжили, сформировав 3 дивизии китайцев и бригаду знаменосцев, которую предполагалось пополнить дополнительными батальонами. Войска Юаня заслужили похвалу, поскольку их сравнивали с войсками США по точности и хорошему вооружению современными винтовками Маузер. Юань Шикай держал дивизионный уровень на манёврах в конце 1904 года с двумя дивизиями и маньчжурской бригадой в общей сложности 13 человек. В конце 1905 года Юань сменил свои войска из организации Бэйян в организацию Луцзюнь в соответствии с имперским военным уставом
.

### Манёвры 1905 года
В 1905 году все 6 дивизий или их частей участвовали в манёврах и военных играх на уровне корпуса, где один корпус противостоял другому, хотя точные цифры участников варьируются от 23 600 до 50 000, согласно официальному регламенту, в манёврах участвовало 50 710 человек. В прессе была получена похвала, но военные наблюдатели были менее впечатлены, и проблемы по-прежнему были обычным явлением, особенно у старших офицеров, с недостатком стратегического и тактического мышления на старших уровнях, в то время как младшие офицеры работали лучше, а большинство сержантов всё ещё не были обучены вообще. Однако, простой солдат получил наибольшую похвалу за то, что он хорошо обучен и больше похож на респектабельного солдата, а не на вооружённого и одетого в форму бандита прошлого. Это привело к растущему уважению к вооружённым силам среди населения в целом, даже среди высокопоставленных чиновников, таких как Юань Шикай и Те-лян. Командиры соответствующих корпусов на манёврах появлялись в форме командира корпуса, а не в гражданской одежде. Пехоту хвалили, артиллерийских офицеров критиковали, как и кавалерию, которую считали лучше использовать в качестве конной пехоты, чем что-либо ещё. Инженеры из-за отсутствия подготовки не были задействованы, помимо строительства некоторых мостов, также было отмечено использование некоторых телеграфных и телефонных линий. Также было отмечено, что использование железной дороги Пекин-Ханькоу для переброски двух дивизий стало важным шагом вперёд, поскольку основной слабостью цинской армии была её неспособность быстро мобилизовать войска во время войны. Таким образом, за несколько лет Юань Шикай продемонстрировал значительный прогресс, выставив на вооружение два корпуса западного образца с современным оборудованием и умеренными способностями с большим потенциалом для роста.

### Хубэй
К 1904 году Чжан Чжидун собрал 11 500 солдат нового образца, но они не соответствовали продиктованным ему правилам организации. Вместо этого он собрал только 2 полка пехоты и более мелкие подразделения поддержки, разделённые на 2 бригады, хотя эти войска представляли собой смесь обученных людей и новобранцев, они по-прежнему значительно превосходили все другие войска в долине реки Янцзы. Чжан, отметив стратегическое положение Хугуана, заявил, что ему следует иметь 3-4 дивизии, но это было за пределами его финансовых возможностей, и вместо этого предложил создать 1 дивизию и 1 смешанную бригаду уменьшенной численности перед возможным расширением до 2 полных дивизий, когда будет доступно финансирование. Чжан, принимая во внимание многочисленные холмы и водные пути Хугуана, стремился сократить численность мирного населения, особенно войск материально-технического обеспечения, и заменить поле боя горными орудиями, в результате этого его дивизия сократится до 12 071, а его бригады — до 5180 человек, то есть на несколько сотен человек в каждой, и составит более 300 000 человек. Это было одобрено троном, и Чжану было разрешено сформировать свою меньшую дивизию и смешанную бригаду. Дивизия была готова к апрелю 1906 года, а смешанная бригада к концу года имела в Хубэе ещё 18 000 солдат, не считая полиции и ополчения, что является напоминанием об основной проблеме, стоящей перед Цин, когда недостаточное финансирование было связано с количеством старые войска должны были поддерживать мир и, следовательно, остановить формирование войск нового образца, которые были необходимы для защиты страны.

### Другие провинции
В Цзянсу 7-я дивизия оставалась недостаточно укомплектованной, имея только бригаду (~5000 человек), 9-я дивизия в Нанкине насчитывала всего 3 пехотных полка (~4500 человек), 10-я дивизия в Фучжоу содержала 6 пехотных и 1 артиллерийский батальон и 2 инженерные роты (~4500 человек). 5400). 25-я бригада в провинции Хунань была почти идентична 10-й дивизии (~5400 человек). 27-я бригада в Цзянсу имела 2 пехотных полка и недостаточно укомплектованный кавалерийский эскадрон (~ 4000 человек), 29-я бригада в Кайфыне содержала смешанный состав войск и на бумаге была в полной численности (~ 3000 человек). В 31-й бригаде в Аньхое было всего 2000 пехотинцев. Другие формирования были разрешены, но не существовали, однако существовали 4400 кантонских бригад и 6400 гвардейцев, которые тоже считались современными войсками.

### Офицерский класс
К 1906 году в армии было 35 школ, в которых обучались 787 офицеров, 3448 курсантов и 2072 унтер-офицера, дополнительно прошедших 691 обучение в Японии и 15 в Европе, а учитывая, что военно-морские офицеры прошли обучение ведению сухопутной войны, к набору можно было добавить ещё 350 гардемаринов. Академия Баодина предлагала ветеринарное образование, Хубэй и Чжили предлагали всю специализированную подготовку, Баодин, Чэнду и Гуанчжоу предлагали медицинскую подготовку. Общий курс обучения включал китайскую историю и литературу, иностранный язык (обычно немецкий или японский, а иногда и английский), математику, естественные науки, географию, общую историю и военное дело. Инструкторами обычно были японцы, китайцы и немцы, обучавшиеся японцами (хотя в Германии это было отмечено как нежелательное), и поэтому их контракты редко продлевались, Чжили, Аньхой и Хубэй подготовили лучших офицеров, хотя даже на бумаге они оставались хуже тех, кого обучали в Японии. Однако многие из офицеров по-прежнему оставались гражданскими чиновниками, пожилые офицеры без подготовки, офицеры армии Зелёного стандарта просто перешли, неквалифицированные военно-морские офицеры и гражданские студенты вернулись из-за границы.

### Переименование и революция
Успешному примеру новой армии последовали и в других провинциях. Новая армия Юаня была переименована в Бэйянскую армию 25 июня 1902 года, после того как Юань был официально повышен до «министра Бэйяна». К концу династии в 1911 году в большинстве провинций были созданы значительные новые армии; однако армия Юаня Шикая по-прежнему оставалась самой мощной: она состояла из шести групп и насчитывала более 75 000 человек. Цинский двор объединил все армии Китая в одну силу, «Китайскую армию», которую обычно ещё называли Новой армией. Две трети китайской армии составляла Бэйянская армия Юаня Шикая.
Во время Синьхайской революции большая часть не Бэйянских сил, а также некоторые Бэйянские подразделения китайской армии восстали против Цин. Юань Шикай возглавил Бэйянскую армию, выступив против революции, а также вёл переговоры о капитуляции Цин и его восхождении на пост президента новой республики.

### Политика и модернизация
Юань Шикай жёстко контролировал командование армией после её создания, назначая только лояльных ему чиновников; однако после его смерти в 1916 году группы армий были быстро раздроблены на четыре основные силы боевых военачальников по расположению гарнизонов. Эти группы армий и генералы играли разные роли в политике Китайской Республики до создания Китайской Народной Республики после победы Коммунистической партии Китая в гражданской войне в Китае.
Одним из наиболее важных наследий Новой армии была профессионализация вооружённых сил и, возможно, введение милитаризма в Китае. Раньше присоединиться к ним мог практически любой мужчина, а солдатами были в основном бедные, безземельные и неграмотные крестьяне. «Новые армии» вышли за рамки индивидуального набора и покровительства Цзэн Гофаня и Цзо Цзунтана, которые добились успеха при подавлении народных восстаниях середины XIX века, но, казалось, были дискредитированы перед лицом современных армий Японии и Запада. Новая армия начала отбор добровольцев и создала современные военные академии для подготовки офицеров. Модернизация и профессионализация Новой армии побудили многих представителей дворянства присоединиться к ней. Молодой Чан Кайши, например, некоторое время посещал Баодинскую военную академию Юаня, что, таким образом, повлияло на него в создании Академии Вампоа, которая обучала следующее поколение солдат. Юань Шикай и его преемники приравнивали военное доминирование в политической сфере к национальному выживанию. Политическая армия станет доминирующей силой в Китае на протяжении большей части двадцатого века.
- Цинские солдаты подразделения Новой армии в 1905 году
- Новые армейские констебли в Учане в 1906 году.
- Манёвры Новой армии Цин
- Манёвры Новой армии Цин
- Новая армия Цин в 1911 году
- Новая армия Цин в Чэнду в 1911 году
- Обучение констеблей Цин
- Новые армейские констебли
- Новые армейские констебли
- Новая армия в 1910 году
- Кавалерия Новой армии Цин
- Китайские медики Новой армии Цин

### Чжан Чжидунв Лянцзяне
После провальных действий цинских армий в Первой китайско-японской войне Чжан Чжидун, тогдашний вице-король Лянцзяна, заявил в мемориале, что он намеревался собрать 10-тысячную армию, обученную немцами, с 8 пехотными батальонами по 250 человек, 2 артиллерийскими батальонами по 200 человек, 2 кавалерийскими батальонами по 180 человек и 1 инженерным батальоном по 100 человек с большим количеством людей, включая врачей, ветеринаров и оружейников, но нет вспомогательного персонала, такого как интенданты, транспортные подразделения или подразделения связи. 35 немцев должны были служить в новой армии не инструкторами, а фактическими командирами частей. Каждые 6 месяцев немецкие офицеры должны были заменяться новой группой солдат, соответствующей численности, указанной выше, и обучать этих людей, таким образом, через 2 года Чжан Чжидун должен был иметь 10 000 первоклассных солдат, обученных немцами. По оценкам, 10 000 сильных солдат будут стоить 440 000 таэлей ежегодно. Мемориал был одобрен, однако силы были переданы Лю Куньи, который не увеличил армию сверх её первоначальной группы и не увеличил её до предложенных 10 000 человек, поскольку трон опасался провинциальных чиновников, командующих мощными армиями, и хотел, чтобы силы находились под командованием более консервативного Лю.

## Известные деятели Бэйянской армии
- Юань Шикай (袁世凱)
- Дуань Цижуй (段祺瑞)
- Ван Инкай (王英楷)
- У Пэйфу (吳佩孚)
- Фэн Гочжан (馮國璋)
- Сунь Чуаньфан (孫傳芳)
- Сюй Шичан (徐世昌)
- Ван Шичжэнь (王士珍)
- Цао Кунь (曹錕)
- Чжан Сюнь (張勳)
- Фэн Юйсян (馮玉祥)
- Лу Юнсян (盧永祥)
- Сюй Шучжэн (徐樹錚)
- Чжан Чжичжун (張治中)
- Сун Чжэюань (宋哲元)
- Тан Шэнчжи (唐生智)
- Цинь Дэчунь (秦德純)
- Ци Сеюань (齊燮元)